# Автентична наукова фантастика
Автентична наукова фантастика (англ. Authentic Science Fiction) — британський науково-фантастичний журнал видавничого дому Hamilton and Co, який виходив у 1950-х роках під керівництвом трьох редакторів: Гордона Лендсборо, Герберта Джеймса Кемпбелла та Едвіна Чарлза Табба. Загалом вийшло 85 номерів. Видання починало своє існування 1951 року як серія романів, що з'являлися кожні два тижні; влітку воно перетворилося на щомісячний журнал з листами читачів і передовою статтею, хоча літературний вміст все ще обмежувався одним романом. 1952 року поряд з романами почали з'являтися короткі фантастичні оповідання і впродовж двох років видання остаточно перетворилось у науково-фантастичний журнал.
Authentic публікував мало значущої або новаторської фантастики, хоча в ньому вийшов друком роман Чарлза Л. Гарнесса "Троянда" (англ. The Rose), який пізніше здобув належне визнання. Низька оплата письменницької праці, — £1 за 1000 слів, заважала журналові залучати найкращих письменників. Упродовж більшої частини свого існування змагався з трьома іншими помірно успішними британськими науково-фантастичними журналами, а також американським ринком науково-фантастичних журналів. Hamilton закрив журнал у жовтні 1957 року, оскільки йому потрібні були обігові гроші на купівлю британських прав на один з американських бестселерів.

## Історія
Станом на 1950 рік науково-фантастичні журнали успішно виходили в Північній Америці впродовж понад двадцяти років, але не було особливого прогресу у створенні їхніх англійських еквівалентів. Основна частина британської наукової фантастики виходила як книги в м'якій обкладинці, а не журнали; ситуація протилежна до американської. Кілька журналів-одноденок з'являлись і зникали як до, так і після війни. 1950 року Джон Спенсер запустив чотири журнали для підлітків дуже поганої якості, які виходили до середини 1950-х років. Ще один журнал, під назвою Нові світи (англ. New Worlds), існував від 1946 року. Починаючи з 1939 року, британський видавець Atlas випускав репринтне видання Astounding Science Fiction, одного з найшанованіших американських науково-фантастичних журналів. Під час війни зміст часто сильно скорочували, та й виходив він не регулярно, але продавав по 40 000 примірників на місяць. Цього було достатньо, щоб привернути увагу Hamilton & Co., британського видавничого дому, який шукав нові ринки збуту.
1949 року Hamilton найняв Гордона Лендсборо на посаду головного редактора. Лендсборо зробив все можливе, щоб поліпшити якість наукової фантастики, яку вони видавали, і йому дозволили запропонувати £1 за 1000 слів за відібраний матеріал. До нього приєднався Г. Дж. Кемпбелл, якого найняли на посаду технічного редактора. Кемпбелл був любителем наукової фантастики з Лондона. Спочатку його взяв на роботу Hulton Press (видавець вельми успішних коміксів Орел) для створення науково-фантастичного журналу, але від проекту відмовились до початку публікацій.
До початку 1951 року Hamilton кожні два тижні випускав по новій книзі. 1 січня 1951 року видавництво опублікувало роман Лі Стентона (псевдонім Річарда Конроя) Грибні люди з Марса. Знизу обкладинки додали напис "Authentic Science Fiction Series" (серія автентичної наукової фантастики); той самий напис з'явився 15 січня на романі Джона Дж. Дігана (псевдонім Роберта Г. Шарпа) Reconnoitre Krellig II. На наступній книзі Золоті люди з Ауреуса, під авторством Роя Шелдона (криптонім Кемпбелла), Лендсборо змінив надпис на "Science Fiction Fortnightly No. 3" (наукова фантастика щодватижні №3), сподіваючись, що це стимулюватиме продажі. На додаток до зміненої обкладинки, з'явилася сторінка зі змістом (включаючи дату і номер випуску), колонку читацьких листів, передову статтю та рекламу на підписку. За словами Лендсборо, надпис на обкладинці був призначений лише, щоб повідомити читачам про графік виходу, але, в поєднанні з іншими змінами, видання стало більше нагадувати журнал. Ці зміни встановили послідовність у свідомості читачів і колекціонерів, і заднім числом визначили, що Грибні люди з Марса була першою книгою цієї серії: хоча на перших двох випусках був відсутній номер. Випуск 3 був також першим випуском з вказаними іменами редакторів: для цього Лендсборо використовував псевдонім Л. Г. Холмс ("Холмс" було його другим ім'ям).
Ймовірно саме підпис на обкладинці допоміг збільшити продажі: Лендсборо згодом зазначив, що якщо інші видання Hamilton розходились тиражем 15 000 примірників, то Authentic вдалося продати 30 000. З таким підписом на обкладинці Hamilton запропонував запустити щомісячний науково-фантастичний журнал. Лендсборо був стурбований навантаженням, а також відчував, що буде важко знайти достатньо якісного матеріалу; Hamilton відмовлявся збільшувати вартість тексту, якої не вистачало для залучення найкращих оповідей. Зрештою вдалося досягнути компроміс і Authentic почав виходити як щомісячний журнал в м'якій обкладинці, з одним романом і короткою передовою статтею в кожному номері, а також час від часу містив одне оповідання. Восьмий випуск був останнім, що вийшов з інтервалом у два тижні. Випуски 9-12 дістали назву "Science Fiction Monthly" (наукова фантастика щомісячно) у нижній частині обкладинки. У середині 1951 року Лендсборо пішов з Hamilton, і Кемпбелл змінив його на посаді редактора Authentic починаючи з 13-го випуску, який став також першим номером, на обкладинці якого було написано "Authentic Science Fiction".
Під керівництво Кемпбелла Authentic дещо покращився і продовжив своє перетворення на журнал, з додатковими нефантастичними текстами, а також доповненням до основного роману у вигляді оповідання, в кожному випуску. Hamilton також запустив науково-фантастичне видання в м'якій обкладинці, Panther Books, яке згодом стане одним з провідних британських видавничих домів наукової фантастики. До 1953 року на британському і американському ринках наукової фантастики відбувалися схожі перетворення: видання низької якості збанкрутували і в Британії залишилося чотири журнали: Authentic, Нові світи, Наукова фентезі (англ. Science Fantasy), і Nebula Science Fiction.
Наприкінці 1955 року Кемпбелл вирішив полишити посаду редактора і продовжити наукову кар'єру як хімік-дослідник. У лютневому номері 1956 року його замінив Едвін Ч. Табб, який залишався редактором до кінця існування журналу. Табб вносив у журнал велику кількість власних творів під різними криптонімами, часто більш як половину випуску, і він пізніше згадував, що Кемпбелл під час прийому на посаду редактора сказав йому: "оскільки ти на практиці пишеш це, то зможеш також і редагувати."
За словами історика наукової фантастики Майкла Ешлі, якість матеріалів, які отримував Табб, була "жахливою". Серед них було багато історій, які раніше відхилив Кемпбелл. Табб був у змозі розпізнати їх, оскільки Кемпбелл зберігав записи про всі матеріали, що надходили. Одна відхилена розповідь була плагіатом на ту, що з'явилася за 12 років до того в Astounding Science Fiction. Табб приймав приблизно 1 твір на 25 надходжень. Внаслідок цього, йому важко було тримати планку, і він часто був змушений сам писати під різними криптонімами, щоб заповнити випуск.
На початку 1957 року Табб переконав Hamilton змінити розмір журналу з покет-бук (букв. "кишенькова книга") на дайджест, в надії, що це краще вирізнятиме видання на книжкових полицях. Тираж дійсно зріс приблизно до 14 000 примірників на місяць — низький показник, враховуючи оцінки Лендсборо, що на початку існування Authentic вдавалось продавати по 30 000 примірників. Однак, пізніше того ж року Hamilton вирішив інвестувати значну суму в купівлю британських прав на один з американських бестселерів: достеменно невідомо, що це була за книга, але, як вважають, то був роман Евана Хантера під назвою Шкільні джунглі (англ. The Blackboard Jungle). Hamilton більше не міг дозволити собі інвестувати частину обігових грошей в Authentic, і влітку 1957 року він дав Таббу два місяці на закриття, щоб опублікувати вже оплачені надходження. Останній випуск датований жовтнем 1957 року.

## Вміст і прийняття
Кожен з перших 25 випусків журналу Authentic містив по одному роману, і жодної іншої фантастики, хоча були різні нефантастичні відділи, такі як "Projectiles" (листи читачів), передова стаття, огляд книг, огляд фензинів, наукові статті, вікторини, та колонки новин. У номері від 26 жовтня 1952 року з'явилася перша частина серіалу Сідні Дж. Баундса під назвою Прикордонний легіон (англ. Frontier Legion). У 29-му випуску повнометражний роман Іграшки безсмертних, автором якого був Вільям Ф. Темпл, супроводжувався коротким оповіданням Рея Бредбері "Ласкаво просимо, брати!", а також четвертою частиною Прикордонного легіону. Серіал розтягнувся на шість випусків, трохи більш як по десять сторінок у кожному; і, нарешті, завершився в 31-му номері.
Починаючи з номера 36 (серпень 1953), текст на обкладинці змінився з "Повнометражний роман" на "Повнометражна розповідь", яку на сторінці змісту назвали "передова історія". Вона була все ще найдовшим шматком фантастики у випуску, але вже не обов'язково була завдовжки з роман. У випуску 41, наприклад, передовою історією була "Гніздо фенікса" (англ. The Phoenix Nest) Річарда де Мілля, що мала менш як сорок сторінок тексту. Нарешті, в номері 60 (серпень 1955), слово "передова" зникло зі сторінки змісту, а разом з ним і залишки початкової форми видання як серії романів.
Перші романи, які публікував Hamilton, були, зазвичай, низької якості. Історик наукової фантастики Майкл Ешлі описав роман Лі Стентона Грибні люди з Марса (англ. Mushroom Men of Mars), який з'явився в першому випуску, як "жалюгідної якості", а у третьому Золоті люди з Ауреуса (англ. Gold Men of Aureus) Роя Шелдона (криптонім Кемпбелла) як "жахливої". Втім, Кемпбелл опублікував кілька власних робіт дещо кращої якості, починаючи з Примарного Місяця (англ. Phantom Moon), під цим самим криптонімом, який з'явився у випуску 6 від 15 березня 1951; його перший роман під власним ім'ям був Світ у пробірці (англ. World in a Test Tube), надрукований у номері 8 від 15 квітня 1951 року. Він продовжував писати для журналу і після того, як став редактором. Його тексти характеризували як "приємні", хоча й "не особливо складні". Табб також був постійним автором, часто під криптонімами, які, за словами Лендсборо, Гамільтон використовував, щоб завадити авторам, якщо вони зароблять визнання під псевдонімом, потім йти з цим ім'ям до іншого видавця.
Серед постійних авторів журналу були: Сідней Дж. Баундс, Вільям Ф. Темпл, Браян Беррі та Кен Балмер. На початку 1953 року Authentic почав публікувати твори, які раніше виходили в США; цю практику скасували пізніше того ж року, але знову відновили в 1956 році, передруковуючи твори відомих авторів, таких як Айзек Азімов, чия "Ідеали вмирають важко" (англ. Ideals Die Hard) 1951 року була перевидана у випуску 78 за березень 1957 року. Серед інших відомих імен, які з'явилися в Authentic були Браєн Олдіс і Джон Браннер. Під час своєї роботи на посаді редактора Кемпбелл приймав до публікації наукові статті (і публікував власні), але коли редактором став Табб, то така практика поступово зійшла нанівець.
Мабуть, найвідомішою історією Authentic був роман Чарлза Л. Гарнесса "Троянда" (англ. The Rose), який з'явився у випуску за березень 1953 року. Крім цього журнал публікував мало вартої на увагу фантастики. Енциклопедія наукової фантастики Ніколлса/Клата зазначає, що там "рідко публікували розповіді першого рангу", за винятком саме "Троянди" Гарнесса. Девід Кайл у своїй Ілюстрованій історії наукової фантастики, стверджує, що Кемпбелл поліпшив журнал, зробивши його "дуже добрим", і думка експерта з наукової фантастики Дональда Така також полягала в тому, що журнал зрештою досягнув хорошої якості", але на думку Майка Ешлі, журналові "на жаль, не вистачало оригінальності", і він містив фантастику, що була "стереотипною і вимученою, часто через те, що Кемпбел змушений був покладатися на ту саму невелику групу постійних авторів, які надсилали більшу частину творів".
Обкладинка альбому спочатку була поганою: найперший випуск був описаний як "британський pulp у своїй найінфантильнішій формі", , але обкладинки стали поліпшуватися від середини 1953 року. Джош Кірбі, тепер добре відомий за ілюстраціями до Плаского світу, зробив сім обкладинок, починаючи з номера 61 за вересень 1955 року. Було також багато обкладинок на астрономічні теми, явно зроблених під впливом американського художника Чеслі Боунстела, які були досить успішними.

## Бібліографічні дані
Більшу частину свого існування Authentic мав розмір pocket book (7.25 × 4.75 дюйма), але останні вісім випусків мали розмір digest (7.5 × 5.5 дюйма). Нумерація випусків була послідовною від 1 до 85, без позначення номерів томів. На першому номері зазначено дату публікації 1 січня 1951 і перші вісім випусків виходили 1 і 15 числа кожного місяця. Від 9-го випуску до кінця свого існування журнал виходив строго регулярно раз на місяць без вказання дати.
Спочатку ціна становила 1/6 (один шилінг і шість пенсів); для 60-го номера за лютий 1955 року її підняли до двох шилінгів, і такою вона залишалася до кінця. У перших випусках, які містили лише по одному романові, не було жодних внутрішніх ілюстрацій, вони почали з'являтися в номері 29. Табб оголосив що випуск 85, який виявився останнім, також буде позбавлений всіх внутрішніх ілюстрацій.
Заголовок журналу змінювався кілька разів:
| Випуски | Дати                                   | Назва                                                                       |
| ------- | -------------------------------------- | --------------------------------------------------------------------------- |
| 1-2     | 1 січня 1951 року – 15 січня 1951 року | Authentic Science Fiction Series (Серія автентичної наукової фантастики)    |
| 3-8     | 1 лютого 1951 – 15 квітня 1951 року    | Science Fiction Fortnightly (Наукова фантастика щодватижні)                 |
| 9-12    | травень 1951 – серпень 1951 року       | Science Fiction Monthly (Наукова фантастика щомісячно)                      |
| 13-28   | вересень 1951 – грудень 1952           | Authentic Science Fiction (Автентична наукова фантастика)                   |
| 29-67   | січень 1953 – квітень 1956             | Authentic Science Fiction Monthly (Автентична наукова фантастика щомісячно) |
| 69-85   | травень 1956 – жовтень 1957            | Authentic Science Fiction on the masthead                                   |

Перші шість випусків мали по 132 сторінки, Кількість сторінок зменшилась до 116 у номерах з 7 по 25. У випуску 26 розмір знову повернувся до 132 сторінок. Схема обкладинки для всіх цих випусків по суті залишалася незмінною, попри зміну назв. Від 29 номера на схемі з'явилася жовта перевернута літера "L", яка обрамляла зображення, а кількість сторінок збільшилася до 148. Наступна зміна дизайну обкладинки відбулась у номері 39, коли перевернуту "L" прибрали. Кількість сторінок знову зросла до 164 у номері 41, а потім назад до 148 у 47-му. Дизайн обкладинки змінювався й далі, з різними шрифтами в заголовку; Кількість сторінок повернувся до 132 у номері 57, а потім до 164 від випуску 60 до 77, останнього у форматі покет-бук. Всі вісім останніх номерів у форматі дайджест мали по 132 сторінки.
Редакторами були:
- Л. Дж. Холмс (псевдонім Гордона Лендсборо), випуски 1-27 (27 номерів)
- Г. Дж. Кемпбелл, випуски 28-65 (38 номерів)
- Ч. Е. Табб, випуски 66-85 (20 номерів)